# Nolckenia margaritalis
Nolckenia margaritalis är en fjärilsart som beskrevs av Pieter Cornelius Tobias Snellen 1875. Nolckenia margaritalis ingår i släktet Nolckenia och familjen Crambidae. Inga underarter finns listade i Catalogue of Life.